# Guevea de Humboldt
Guevea de Humboldt es una población mexicana en el estado de Oaxaca. Localizada en el istmo de Tehuantepec, es cabecera del municipio del mismo nombre. Hay 1,559 habitantes. Dentro de todos los pueblos del municipio, ocupa el número 1 en cuanto a número de habitantes. Guevea de Humboldt está a 588 metros de altitud mínima y máxima 625 metros

## Historia
Fue fundado en el año de 1540 por el rey zapoteca de Tehuantepec llamado Cosijopi, más tarde bautizado por los españoles como Don Juan Cortés Cosijopi. Luego de su fundación sería nombrado como Gobernador Xuhuana Bechogueza quien asentó a subernados en Tani Quiebiya ("Cerro de Hongos" o "cerro de Guevea").

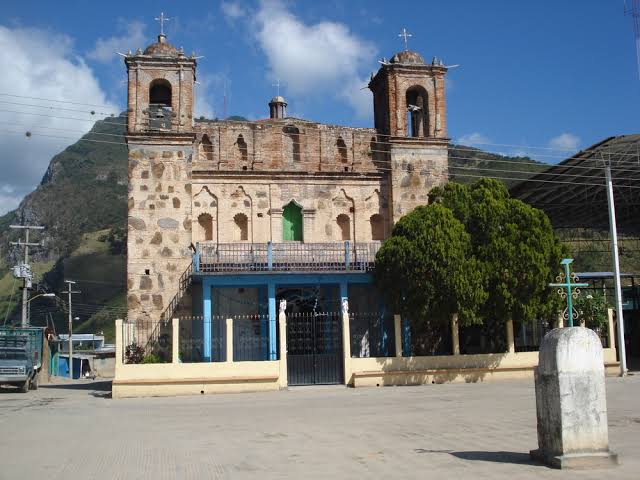
Iglesia dominica de Guevea de Humboldt

Pronto Xuhuana Bechogueza sería conocido como Rigula de Guevea (anciano o señor de Guevea), y nombró como oficial para el territorio de Guevea a un indígena conocido con el nombre de Don Pedro Santiago en el año de 1826, luego de terminada la independencia de México, como parte del reacomodo del sistema político. Tiempo después la zona alcanzó la categoría de pueblo y fue nombrado oficialmente como "Santiago Guevea", hasta el 20 de abril de 1937 cuando tomó su nombre actual.
Guevea tiene como origen del término zapoteca Guie'e-via que significa "flor de agua turbia o azucena del río". El municipio está localizado en el Istmo de Tehuantepec, colindando por el norte con el municipio de San Juan Mazatlán, al sur con Santiago Lachiguiri y Santa María Guienagati, al oriente con Santiago Lachiguiri y al poniente con San Juan Guichicovi, Santo Domingo Petapa y Santa María Guienagati.